# 拖线狂想曲
《拖线狂想曲》（英語：Cars Toons）是皮克斯工作室以赛车总动员为基础制作的一套动画短片剧集。每集的长度大约3-5分钟，讲述的是汽车总动员角色拖线（Mater）的离奇故事。2010年11月2日，该片发布了蓝光和DVD版，并追加了两集未在电视上播放的特别篇。

## 故事概说

拖线狂想曲第一季第二集拖线特技秀的片头

每一集的开头，拖线（Mater）都会从一个破旧的木质车库中冲出，并以我要是撒谎，出门就被车撞（If I'm lyin', I'm cryin）作为开场白。
每集的故事大约都遵循着这样的方式进行：拖线因为一些小事而对閃電麥坤讲起自己过去的故事。每个故事都非常的离奇和荒诞不经。当闪电麦昆对此提出质疑的时候，拖线就会用类似“你当时也在现场啊”之类的话把闪电麦昆加入这个故事里，使他成为自己故事的见证人。而片子最后闪电麦昆试图否定这个故事的时候，之前故事里的人物或者情节就会再次出现，以证实拖线的故事都是真的。

## 主要角色
- 拖线（英语：Tow Mater）（Mater 由Larry the Cable Guy配音）：水箱温泉镇上一台破破烂烂，只有一个大灯的拖车。喜欢讲离奇的故事。
- 闪电麦坤（Lightning McQueen 由Keith Ferguson配音）：一辆红色的赛车。拖线的好朋友。在这个剧集里的配音并不是电影原作的配音歐文·威爾森。
- 米雅和蒂雅（Mia and Tia 由Lindsey Collins 和 Elissa Knight配音）：一对女性汽车姐妹。拖线的影迷。有的时候会成为剧情里的角色。在原作中，她们本来是闪电麦昆的影迷。
- （Fillmore 由Mark Silverman配音）一辆总睡不醒的绿色大众面包车。

## 游戏
2010年，Papaya Studios发布了一款同名的游戏，包含6个以剧中情节为基础的小游戏，运行于PC和Wii平台下。.

## 相关内容
- 汽车总动员